# Kasauli Cantonment
Kasauli Cantonment es una ciudad y acantonamiento situada en el distrito de Solan,  en el estado de Himachal Pradesh (India). Su población es de 3885 habitantes (2011). Se encuentra a 77 km de Shimla.

## Demografía
Según el censo de 2011 la población de Kasauli Cantonment era de 3885 habitantes, de los cuales 2183 eran hombres y 1702 eran mujeres. Kasauli Cantonment tiene una tasa media de alfabetización del 91,23%, superior a la media estatal del 82,80%: la alfabetización masculina es del 94,05%, y la alfabetización femenina del 87,56%.